# Список глав государств в 136 году до н. э.
| 137 до н. э. ← Список глав государств по годам → 135 до н. э. |

## Азия
- Анурадхапура — Саддха Тисса, царь (137 до н. э. — 119 до н. э.)
- Армения Великая — Артавазд I, царь (160 до н. э. — 115 до н. э.)
- Вифиния — Никомед II, царь (149 до н. э. — 127 до н. э.)
- Греко-Бактрийское царство — Гелиокл I, царь  (145 до н. э. — 130 до н. э.)
- Иберия — Мириан I, царь  (159 до н. э. — 109 до н. э.)
- Индо-греческое царство — Менандр I, царь  (165 до н. э. — 130 до н. э.)
- Иудея — Симон Хасмоней, этнарх  (142 до н. э. — 135 до н. э./134 до н. э.)
- Каппадокия — Ариарат V Евсеб Филопатор, царь (163 до н. э. — 130 до н. э.)
- Китай (Династия Хань) — У-ди (Лю Чэ), император  (141 до н. э. — 87 до н. э.)
- Коммагена — Птолемей,  царь (163 до н. э. — 130 до н. э.)
- Корея:
  - Махан — Маён, вождь (144 до н. э. — 113 до н. э.)
  - Пуё — Кохэса, тхандже (170 до н. э. — 121 до н. э.)
- Намвьет — Чьеу Мат, император (137 до н. э. — 125 до н. э.)
- Парфия — Митридат I, царь (171 до н. э. — 132 до н. э.)
- Пергамское царство — Аттал III, царь (138 до н. э. — 133 до н. э.)
- Понтийское царство — Митридат V Эвергет, царь (150 до н. э. — 120 до н. э.)
- Сабейское царство — Ярим Эймин, царь (145 до н. э. — 115 до н. э.)
- Сатавахана — Скандастабхи, махараджа (152 до н. э. — 134 до н. э.)
- Селевкидов государство (Сирия) — Антиох VII Эвергет, царь (138 до н. э. — 129 до н. э.)
- Хунну — Цзюньчэнь, шаньюй (161 до н. э. — 126 до н. э.)
- Шунга — Васуджтьештха, император (141 до н. э. — 131 до н. э.)
- Элимаида — Тиграй,  царь (138 до н. э./137 до н. э. — 133 до н. э./132 до н. э.)
- Япония — Кайка, тэнно (император) (158 до н. э. — 98 до н. э.)

## Африка
- Египет — Птолемей VIII Эвергет, царь (144 до н. э. — 116 до н. э.)
- Нумидия — Миципса, царь (148 до н. э. — 118 до н. э.)

## Европа
- Боспорское царство — Перисад V, царь (ок. 150 до н. э. — 125 до н. э.)
- Ирландия — Эоху Фейдлех, верховный король (143 до н. э. — 131 до н. э.)[1]
- Одрисское царство (Фракия) — Бифис, царь (167 до н. э. — 120 до н. э.)
- Римская республика:
  - Луций Фурий Фил, консул (136 до н. э.)
  - Секст Атилий Серран, консул (136 до н. э.)

## Галерея

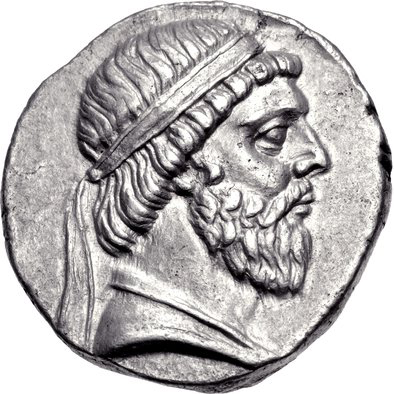
Митридат I 171 до н.э.—132 до н.э. Царь Парфии
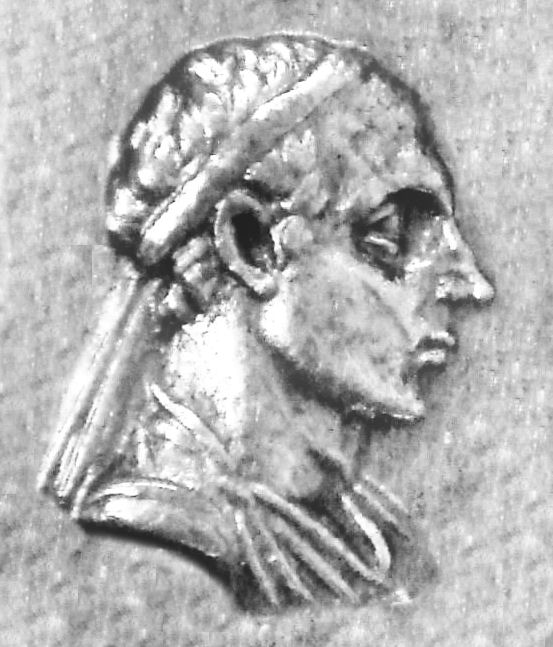
Менандр I 165 до н.э.—130 до н.э. Индо-греческий царь
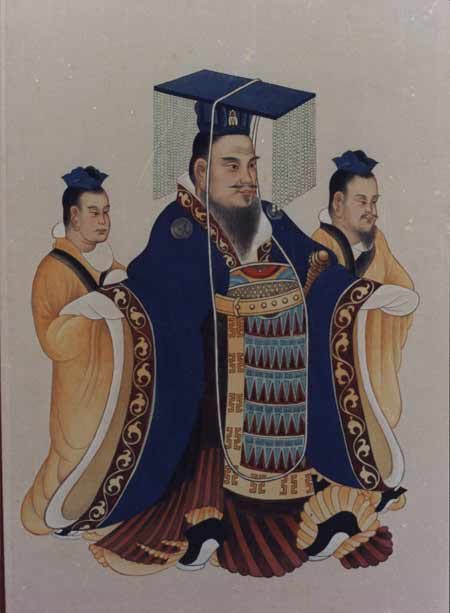
У-ди 141 до н.э.— 87 до н.э. Император Китая
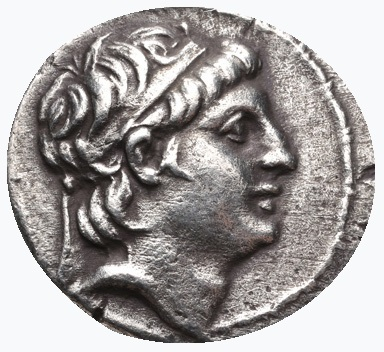
Антиох VII Эвергет 138 до н.э.—129 до н.э. Царь Сирии
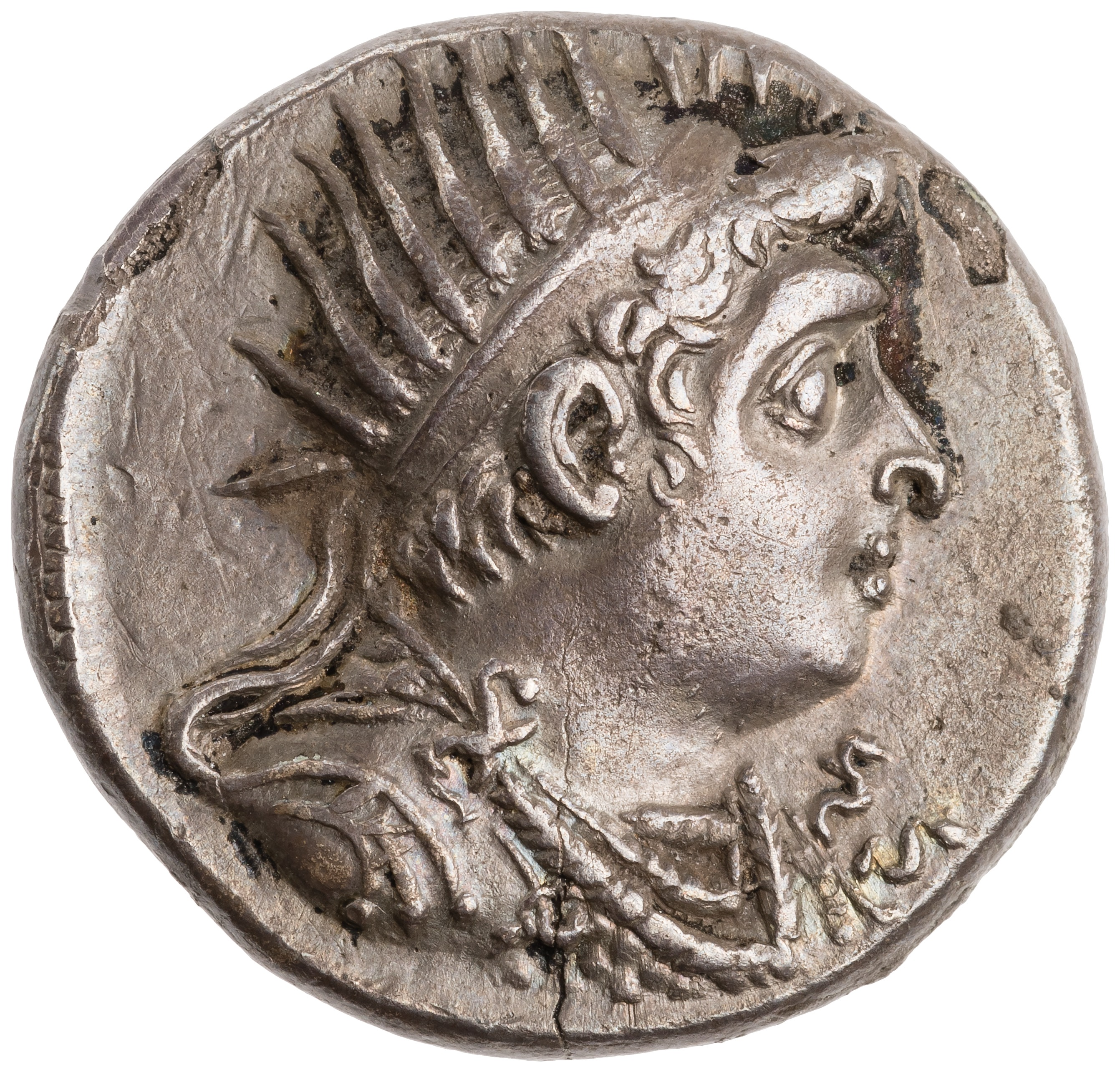
Птолемей VIII Эвергет 144 до н.э.— 116 до н.э. Царь Египта
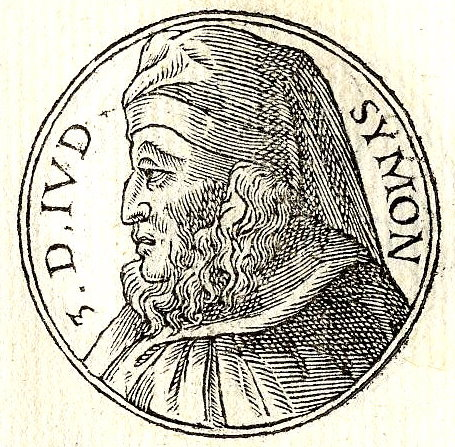
Симон Хасмоней 142 до н.э.—135/134 до н.э. Этнарх Иудеи
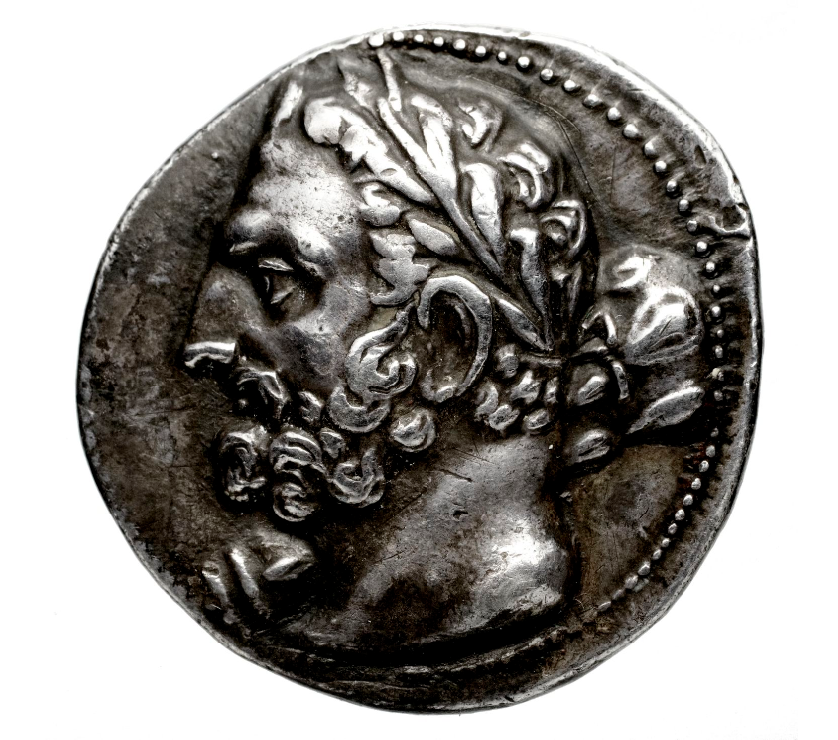
Миципса 148 до н.э.— 118 до н.э. Царь Нумидии
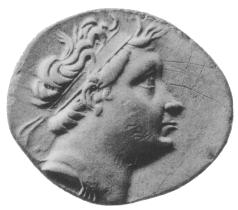
Никомед II 149 до н.э.—127 до н.э. Царь Вифинии
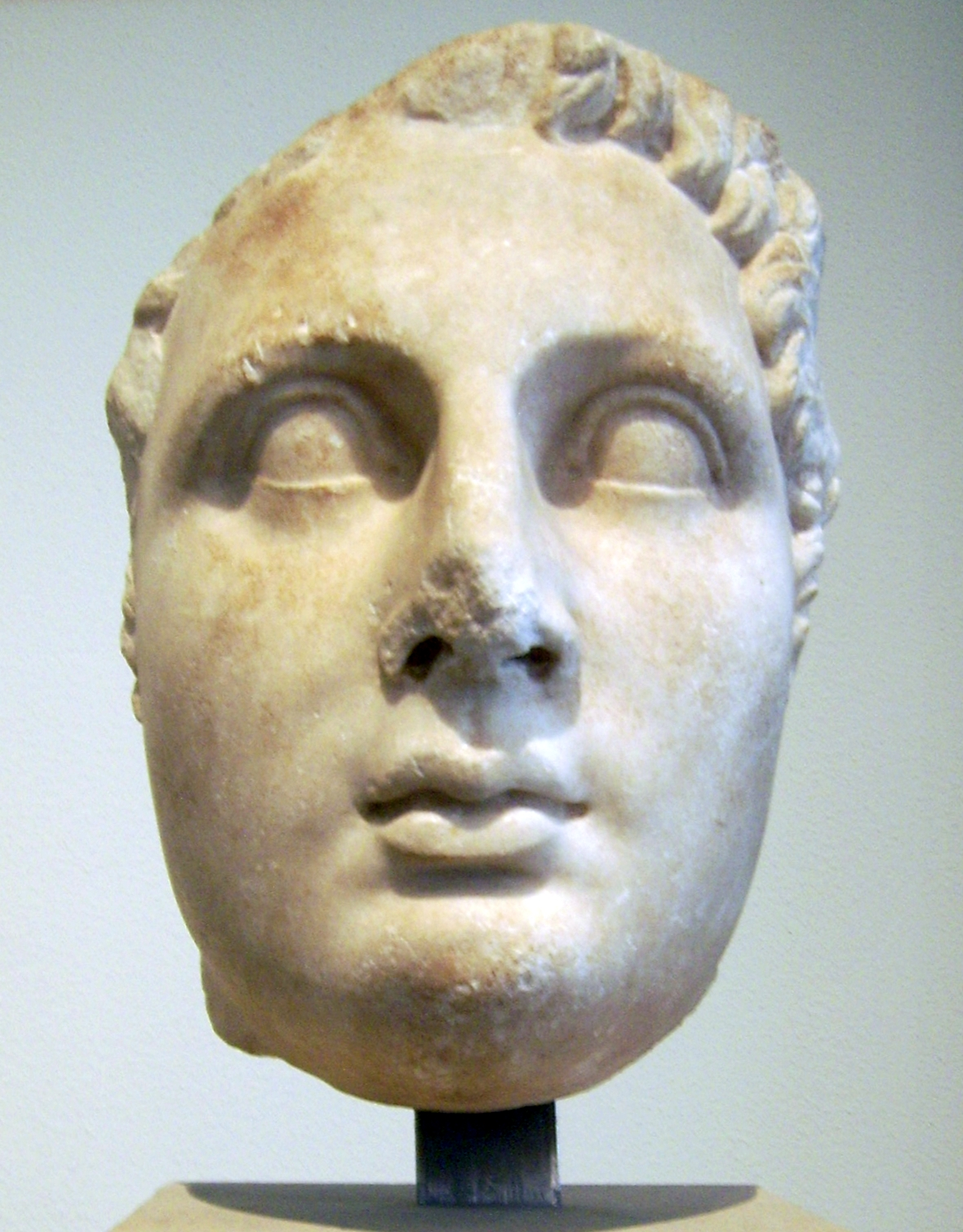
Аттал III 138 до н.э.—133 до н.э. Царь Пергама
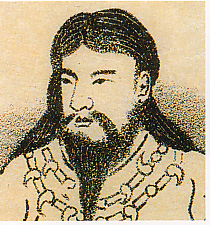
Кайка 158 до н.э.—98 до н.э. Император Японии